# Vrede van Groningen
De Vrede van Groningen (ook: Groninger Zoen) is een vredesverdrag (verzoening) die een definitief einde maakte aan de Grote Friese Oorlog (1413-1422).
Het verdrag werd gesloten op 1 februari 1422 in de stad Groningen en werd persoonlijk ondertekend door 94 hoofdelingen. Negen jaren lang gingen de Friese landen tussen Vlie en Wezer gebukt onder oorlogsgeweld veroorzaakt door de twisten tussen de Schieringers, op dat moment gesteund door de graaf van Holland, Jan van Beieren, en de Geallieerden, bestaande uit de Vetkopers, de partij van de Bronkhorsten en de familie Onsta in Groningen, gesteund door Ocko II tom Brok. Eerdere pogingen om een einde aan de vijandelijkheden te maken, mislukten steeds omdat een van de partijen zich niet aan de afspraken hield.
De graven van Holland maakten al eeuwenlang aanspraak op de heerschappij over Friesland. Friesland zou hen in leen gegeven zijn door de Duitse keizer. Daarbij verstonden zij onder Friesland niet alleen de huidige provincie Friesland, maar ten minste ook de Groningse Ommelanden en het Duitse Oost-Friesland.
Aan het einde van de veertiende eeuw ontwikkelden zich ook in Friesland zogenaamde  partijtwisten. Beide partijen, in Friesland en Groningen bekend als Schieringers en Vetkopers, kenden nauwelijks een vaste samenstelling, steun werd makkelijk verleend, maar net zo makkelijk weer ingetrokken. Wat de precieze aanleidingen waren voor de oplaaiende strijd is moeilijk te achterhalen, maar vinden hun oorsprong in de vetevoering. De directe aanleiding voor de Friese oorlog was de vete tussen de invloedrijke Oost-Friese families Abdena en Tom Brok.
In de onrust die daarvan het gevolg was zag Albrecht van Beieren een goede mogelijkheid om zijn rechten in Friesland te effectueren. Tegelijkertijd ontstond in het aanpalende Oost-Friesland de kern van een inheems graafschap met de opkomst van het geslacht Tom Brok. Ook zij zagen mogelijkheden in de onrust. Het gevolg was dat Friesland en Groningen het strijdtoneel werden van hevige twisten tussen wisselende coalities. Tot een duidelijke overwinning van een van beide partijen kwam het echter niet.
Met het vredesverdrag kwam er einde aan de oorlog. In het verdrag wordt de Lauwers genoemd als oostgrens van het gebied waarover de heerlijkheid van Jan van Beieren door Tom Brok erkend wordt. Nadien bleef het in de Ommelanden relatief rustig en vond in de stad Groningen actief toenadering plaats tussen de Bronkhorsten en Hekerens. In Westerlauwers Friesland zou de partijstrijd tussen Schieringers en Vetkopers spoedig weer in alle hevigheid oplaaien.